# ویکتوریا (خواننده)
ویکتوریا (به انگلیسی: Viktorija)(زاده ۱۹ دسامبر ۱۹۵۸) خواننده صربستانی است.